# Momento de lembrança e reconciliação para aqueles que perderam suas vidas durante a Segunda Guerra Mundial
O Momento de lembrança e reconciliação para aqueles que perderam suas vidas durante a Segunda Guerra Mundial é um dia comemorado em 8 e 9 de maio desde 2010 e instituído em 2 de março de 2010 pela Assembleia Geral das Nações Unidas (AGNU).

## Proclamação
Em 22 de novembro de 2004, a Comemoração do sexagésimo aniversário do fim da Segunda Guerra Mundial foi adotada, e em 2 de março de 2010, a Assembleia Geral das Nações Unidas marcou oficialmente os dias de lembrança e reconciliação com o passado em comemoração ao sexagésimo quinto aniversário do fim da Segunda Guerra Mundial. Essa iniciativa enfatiza a importância de homenagear todas as vítimas do conflito e destaca o papel crucial das Nações Unidas na promoção da paz e na resolução pacífica de conflitos ao nível global.

## Celebração
Os dias 8 e 9 de maio são escolhidos em memória da rendição incondicional das forças armadas da Alemanha e do fim oficial do Terceiro Reich de Adolf Hitler em 1945, marcando o fim do conflito mais extenso e destrutivo da história moderna e destacando o desejo de paz e reconciliação. A primeira celebração ocorreu em 2010 e, desde então, atividades anuais, como exposições, exibições de filmes e concertos, foram organizadas para promover a lembrança e a educação para a paz.

## Contexto internacional da data
A Assembleia Geral das Nações Unidas, por meio da resolução 59/26, solicita a comemoração dos dias 8 e 9 de maio para homenagear as vítimas da Segunda Guerra Mundial, convidando a participação global na lembrança e na reconciliação.
Ocorrência em alguns países europeus:
- França: conhecido como “Victoire 1945” ou “La fête de la victoire”, o dia 8 de maio é um feriado nacional na França. Foi um feriado público de 1953 a 1959 e restabelecido como tal em 1981, após a eleição de François Mitterrand, reconhecendo seu significado histórico e a libertação da ocupação nazista.
- Reino Unido: para marcar o 75.º aniversário do Dia da Vitória, o feriado bancário do início de maio foi transferido para 8 de maio em 2020, como havia sido em 1995 para o 50.º aniversário.
- Rússia e Leste Europeu: a vitória é comemorada em 9 de maio, conhecido como Dia da Vitória, devido às diferenças de horário com a Europa Ocidental no momento da assinatura da rendição.
- Ucrânia: desde 2015, o dia 8 de maio foi designado como um dia de Lembrança e Reconciliação, tornando-se um feriado oficial em 2023.[7]